# Das Himmelskleid
Das Himmelskleid è un'opera lirica in tre atti di Ermanno Wolf-Ferrari su libretto proprio tradotto in tedesco da Walter Dahms, rappresentata per la prima volta al Nationaltheater di Monaco di Baviera il 21 aprile 1927 sotto la direzione di Hans Knappertsbusch..
Il compositore era particolarmente orgoglioso di quest'opera, che tuttavia non ebbe il successo sperato, forse per il peso eccessivo dato agli aspetti filosofici («ciascun uomo visto da fuori è una figura comica, ma da dentro è una figura tragica», aveva detto Wolf-Ferrari parlando di Das Himmelskleid). Il lavoro venne ripreso successivamente al Teatro di Hagen il 6 maggio 1995, e da quello spettacolo nacque più tardi un'edizione discografica.

## Trama
Una principessa succede al padre sul trono di un piccolo regno. La vanitosa principessa dice che sposerà solo quel pretendente che saprà portarle in dono le vesti del vento, della luna e del sole, ma nessuno vi riesce. La principessa si innamora poi di un principe, ma anche questo viene mandato via in cerca delle vesti agognate. Disperata, la principessa distrugge un asino d'oro che un mendicante aveva donato a suo padre e che aveva magicamente assicurato la prosperità al regno. Il paese va in rovina e la principessa viene cacciata. Il principe rientra senza le vesti che stava cercando, ma la principessa infine si rende conto della propria stoltezza, e capisce che ciascuno ha in sé la propria veste di cielo. Il mendicante che aveva regalato l'asino d'oro al re è soddisfatto: questa è la fine della storia che aveva desiderato.

## Discografia
- 1996 - Angelina Ruzzafante (Principessa), Sibrand Basa (Principe), Reinhard Leisenheimer (Cancelliere), Stefan Adam (Principe Korbinian), Sergio Gomez (Principe Gudolin e Mendicante), Peer-Martin Sturm (Principe Fridolin), Michael Kurz (Principe Pippin), Anna Maria Dur (Fata Luna) - Gerhard Markson (direttore) - Orchestra e Coro del Teather Hagen - Naxos 8.223261-63 (3CD)